# Henry Powlett
Henry Powlett (24 lipca 1691 w Londynie - 9 października 1759), brytyjski arystokrata i polityk, młodszy syn Charlesa Pauleta, 2. księcia Bolton i Frances Ramsden, córki Williama Ramsdena.
Karierę Henry rozpoczął jako adiutant (Aide-de-Camp) lorda Galwaya podczas jego misji dyplomatycznej w Portugalii. Podobnie jak ojciec i brat związał się z partią wigów. Z jej ramienia zasiadał w Parlamencie w latach 1715–1722 (z okręgu St. Ives) i 1722–1754 (z okręgu Hampshire). W 1754 r. odziedziczył po śmierci brata tytuł księcia Bolton i do końca życia zasiadał w Izbie Lordów.
Henry Powlett był również Lord Bedchamber księcia Walii w 1729 r., Lordem Admiralicji w latach 1733–1742, komendantem Tower w latach 1742–1754 oraz Lordem Namiestnikiem Hampshire (1754–1758) i Glamorganshire (1754–1755). 9 stycznia 1755 r. został członkiem Tajnej Rady.
Powlett poślubił Catharine Parry (zm. 25 kwietnia 1744), córkę Francisa Parry'ego. Małżonkowie mieli razem dwóch synów i dwie córki:
- Catharine Powlett (zm. 1775), żona Adama Drummonda, nie miała dzieci
- Charles Powlett (1718 - 5 lipca 1765), 5. książę Bolton
- Harry Powlett (6 listopada 1720 - 25 grudnia 1794), 6. książę Bolton
- Henrietta Powlett (1726 - 22 grudnia 1753), żona Roberta Colebrooke'a, nie miała dzieci